# Éji zene
Az Éji zene a Frakk, a macskák réme című rajzfilmsorozat első évadjának második része.

## Cselekmény
Károly bácsi új szabályt vezet be a házba: a macskáknak ettől kezdve minden éjjel kint kell aludniuk az udvaron. Tél van, hideg van, a macskákra pedig csak a padlás vár, ahol egérfogás várna rájuk. A két lusta macskának persze egyáltalán nem füllik ehhez a foga, ezért ravasz tervvel állnak elő: összetoborozzák macskabarátaikat, hogy az éjjel kiadós macskazenét nyávogjanak, és ezzel elűzzék mások legszebb álmát is. Végül Frakk lép fel erényesen az éjszakai zajongók ellen.

## Alkotók
- Rendezte: Harsági István, Nagy Pál
- Írta: Bálint Ágnes
- Zenéjét szerezte: Pethő Zsolt
- Hangmérnök: Bársony Péter
- Vágó: Czipauer János
- Tervezte: Székely Ildikó, Várnai György
- Háttér: Szálas Gabriella
- Asszisztensek: Hajnal Kornél, Ifj. Nagy Pál
- Színes technika: Dobrányi Géza, Fülöp Géza
- Gyártásvezető: Ács Karola
- Produkciós vezető: Gyöpös Sándor, Kunz Román

Készítette a Magyar Televízió megbízásából a Pannónia Filmstúdió

## Szereplők
- Frakk: Szabó Gyula
- Lukrécia: Schubert Éva
- Szerénke: Váradi Hédi
- Károly bácsi: Rajz János
- Irma néni: Pártos Erzsi